# Kerstin Sjögren Fugl-Meyer
Kerstin Sjögren Fugl-Meyer, född 1953, är professor i socialt arbete med inriktning klinisk sexologi på Karolinska Institutet. Sjögren Fugl-Meyers forskning fokuserar huvudsakligen rehabiliteringsprocessens betydelse, sexologiska konsekvenser av somatisk sjukdom och livstillfredsställelse ur ett bio-psykosocialt perspektiv. Genombrottet i vetenskapssamhället kom efter att hon tillsammans med medarbetare utvecklade det generiska livstillfredsställelse instrumentet LiSat-11 vilket är väletablerat och välanvänt i nationell och internationell forskning och i klinisk verksamhet.
Sjögren Fugl-Meyer leder forskargruppen ”Socialt arbete i hälso- och sjukvård” där socionomens/kuratorns kunskap om såväl yttre samhälleliga som intra- och interpersonella faktorers betydelse för patientens och närståendes hälsa och välbefinnande fokuseras. Här inkluderas både interprofessionellt samarbete och evidensbaserat kuratorsarbete. Forskargruppens arbete sker i nära samverkan med Funktionsområde Socialt arbete i hälso- och sjukvård vid Karolinska universitetssjukhuset.
Sjögren Fugl-Meyer är även gästprofessor vid Sunnaas Rehabiliteringssjukhus HF, Nesodden, Norge där hon deltar i forskning inom det rehabiliteringsmedicinska området och arbetet har bland annat lett till samarbete i en större prospektiv multicenterstudie av strokerehabilitering med kliniker i USA, Kina, Ryssland, Palestina och Israel.